# Салар-де-Койпаса
Салар-де-Койпаса (ісп. Salar de Coipasa; кеч. Qullpasa kachi qucha, Койпаса качі куча) — солончак на сході Альтіплано на висоті 3 680 м над рівнем моря. Переважно розташований на території болівійського департаменту Оруро, частково на території чилійського регіону Тарапака. Має розміри приблизно 70 на 50 км та площу 2 218 км²,   з якої лише 25 км² розташовані на території Чилі. Максимальна товщина шару солі становить близько 100 м, із середньою товщиною 1-2 м. Це другий за розміром солончак після Салар-де-Уюні. На території солончака існує невелике озеро Койпаса.